# Satoshi Ōmura
Satoshi Ōmura (大村 智, født 12. juli 1935 i Nirasaki) er en japansk biokemiker. Han er kendt for sine opdagelser og udvikling af forskellige lægemidler, der stammer fra mikroorganismer.

## Karriere
Satoshi Ōmura tog afgangseksamen fra Yamanashi Universitet og kandidateksamen fra Tokyo University of Science i 1963. Herefter erhvervede han sig en ph.d. i farmakologi fra Tokyo Universitet i 1968 og en ph.d. i kemi fra Tokyo University of Science i 1970.
Han var forskningsassistent ved Yamanashi Universitet 1963-1965, hvorefter han kom til Kitasato Universitet, først som forsker, inden han endte som rektor for universitetet i 1990. Han er nu professor emeritus fra universitetet samt fra Wesleyan University i USA. Blandt hans indsatser kan nævnes opdagelsen af, at en art af bakterien Streptomyces avermitilis producerer det anti-parasitiske stof avermectin, hvoraf William C. Campbell udviklede lægemidlet Ivermectin, der anvendes mod flodblindhed, elefantiasis og andre parasitiske infektioner. I 2015 blev han sammen med Campbell tildelt halvdelen af Nobelprisen i fysiologi eller medicin for "deres opdagelser i forbindelse med en nyskabende terapi mod infektioner forårsaget af rundorme-parasitter", se Avermectin; den anden halvdel gik til Youyou Tu.
I 2010 modtog han Tetrahedron Prize

## Links
- Professor Satoshi Omura
- Satoshi Ōmura | People | THE KITASATO INSTITUTE Arkiveret 8. marts 2016 hos  Wayback Machine
- Nirasaki Omura Art Museum